# Dějiny Maďarska

Státní znak Maďarské republiky

Maďarsko ve svých současných hranicích (po roce 1946) přibližně odpovídá Velké dunajské nížině (Panonské pánvi) ve střední Evropě.
Během doby železné se Maďarsko nacházelo na křižovatce kulturních sfér různých kmenů: skytských (Agathyrsi, Kimmeriové), keltských (Skordiskové, Bójové, Venetové), dalmatských (Delmati, Histrové, Liburnové) a germánských (Lugiové, Markomani). Roku 44 př. n. l. se do Velké dunajské nížiny přistěhovali Sarmati a Jazygové. V roce 8 n. l. se západní část dnešního Maďarska (Zadunají) stala součástí římské provincie Panonie. Římská kontrola nad oblastí skončila s invazemi Hunů v letech 370–410. Hunové vytvořili významnou říši se sídlem na území dnešního Maďarska a v roce 453 dosáhli vrcholu své expanze pod vedením Attily. Po Attilově smrti se říše rozpadla (455) a Panonie se stala součástí Ostrogótského království. Západní část Karpat byla obsazena Langobardy, východní část Gepidy. Roku 567 ovládli území po Gepidech Avaři, kteří v roce 568 obsadili i Zadunají a vytvořili Avarský kaganát. Jejich říše byla zničena Franky a Bulhary kolem roku 822.
Po roce 895 Maďaři ovládli Karpatskou kotlinu a založili Maďarské velkoknížectví, které bylo upevněno vítězstvím v bitvě u Bratislavy v roce 907. Křesťanské Uherské království bylo založeno roku 1000 pod vládou krále Štěpána I. z dynastie Arpádovců. Ve vrcholném středověku se Uhry rozšířily k Jaderskému moři a v roce 1102 vstoupily do personální unie s Chorvatskem. Roku 1241 bylo Maďarsko napadeno Mongoly pod vedením Bátú-chána. V 14.–15. století se Uhersko stalo evropskou mocností, avšak v 15. století čelilo intenzivním osmanským útokům. Po porážce v bitvě u Moháče (1526) bylo Maďarsko v roce 1541, po dobytí hlavního města, rozděleno na tři části: Královské Uhersko pod habsburskou kontrolou, Osmanské Uhersko a téměř nezávislé Sedmihradsko.
V roce 1703–1711 proběhlo Rákócziho povstání proti Habsburkům. Po revoluci v letech 1848–1849 si Maďarsko vybojovalo částečnou autonomii. V roce 1867 došlo k rakousko-uherskému vyrovnání a vzniku Rakousko-uherské monarchie, která byla evropskou velmocí do počátku 20. století. Po první světové válce se Rakousko-Uhersko rozpadlo a Trianonská smlouva (1920) stanovila dnešní hranice Maďarska. Země ztratila 72 % území, 58 % obyvatel a 32 % etnických Maďarů. Dvě třetiny původního území připadly Československu, Rumunsku, Jugoslávii, Rakousku, Polsku a Itálii. Po krátkém období lidové republiky byla obnovena monarchie, ale bez krále, s regentem Miklósem Horthym. Mezi lety 1938 a 1941 Maďarsko získalo zpět některá ztracená území.
Během druhé světové války bylo Maďarsko v roce 1944 obsazeno nacistickým Německem a následně Sovětským svazem. Po válce byla vyhlášena Druhá Maďarská republika (1946) a poté Maďarská lidová republika (1949), socialistický stát pod sovětským vlivem. Komunistická diktatura skončila v roce 1989. V roce 1989 vznikla Třetí Maďarská republika se změněnou ústavou z roku 1949, v roce 2011 byla přijata nová ústava. Maďarsko vstoupilo do Evropské unie v roce 2004.

## Maďarské kmeny

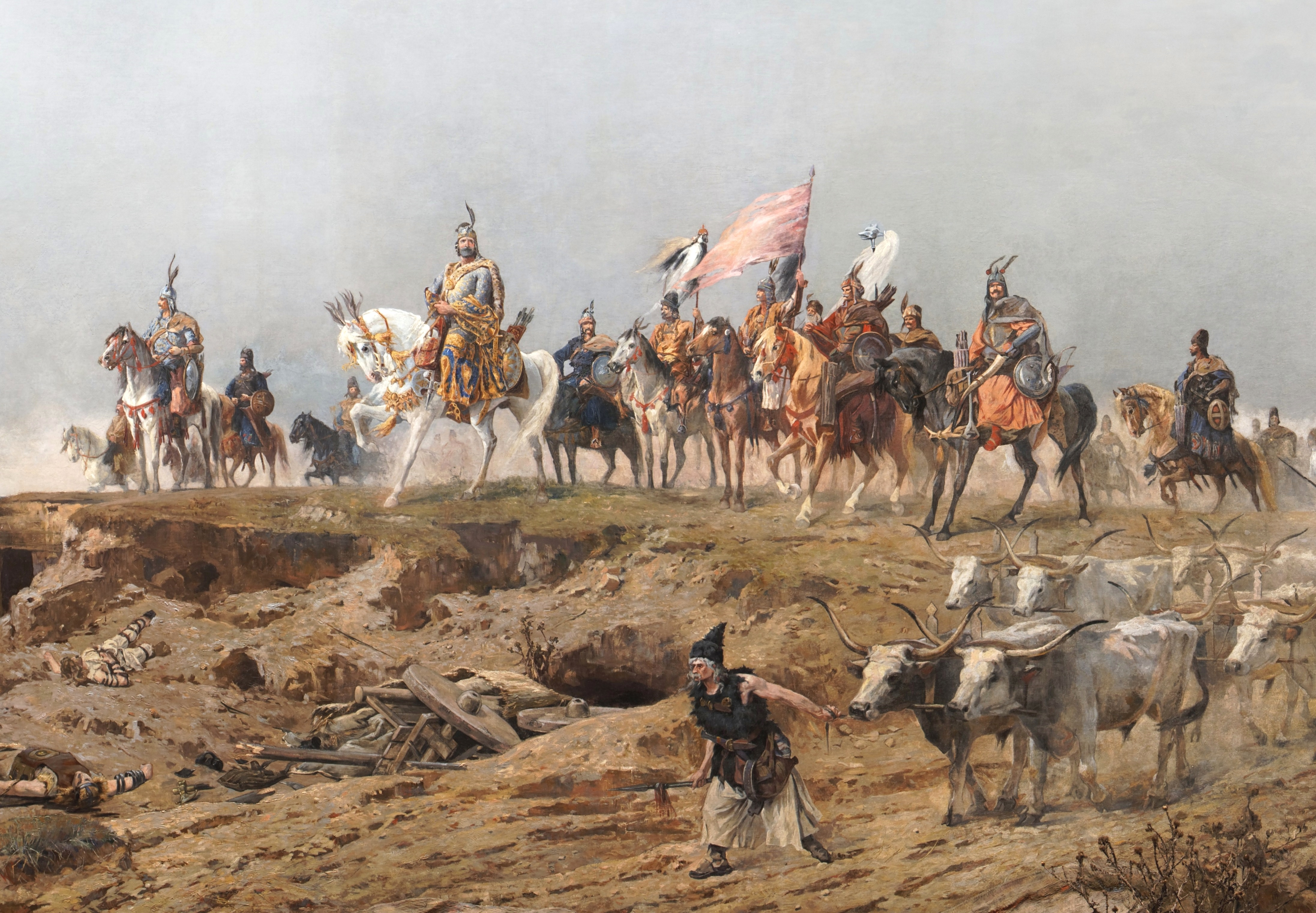
Arpád překračuje Karpaty

Maďaři byli kočovné kmeny ugrofinského původu, které tísnili v tzv. staré vlasti (Atelkuz) Pečeněhové, a proto pronikli pod vedením náčelníka Arpáda koncem 9. století do Karpatské kotliny. Živili se většinou kočovným chovem dobytka, především vedli kořistnické války. Dobytek nemohl ve zdejších chladnějším podmínkách zůstat po celý rok na pastvinách. Proto ho před zimou porazili (některé kusy pomrzly), ale zásoby masa do jara nevydržely a kočovní Maďaři neměli dost obilí. Proto vymáhali naturální dávky od domácího, zemědělského obyvatelstva a především vedli kořistnické války. Jedna výprava za druhou směřovala na území Bavorska a Velkomoravské říše.
Počátkem 10. století zanikla Velkomoravská říše a náčelník Arpád se poté stal pánem části Podunajské nížiny. Po upevnění moci podnikali dalších výboje, a to i do značně vzdálených zemí (Balkán, Byzanc, Francie).

## Počátky uherského státu

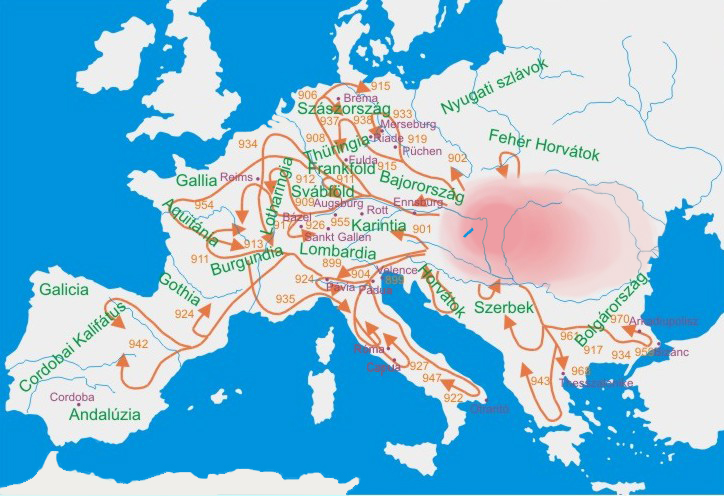
Nájezdy Maďarů do Evropy v 10. století

Roku 955 byli Maďaři katastrofálně poraženi v bitvě na Lechu vojsky východofranského krále Oty I. Velikého s přispěním českých oddílů knížete Boleslava I. Poté začali přecházet k usedlému způsobu života.
Koncem 10. století si náčelník Gejza z Arpádova rodu podřídil (nebo také odstranil) ostatní maďarské vůdce a vytvořil jednotné uherské knížectví. Jeho hlavním městem se stala Ostřihom. Krátce před svou smrtí se nechal Gejza pokřtít. Jeho syn Štěpán I. (vládl 997–1038) byl roku 1000 korunován se souhlasem papeže i císaře uherským králem. Poté nechal zřídit v Ostřihomi arcibiskupství. Obojí byl nevídaný úspěch, uvážíme-li, jak dlouho čekaly na podobné povýšení české země. Štěpán byl později prohlášen za svatého.

## Uherské království ve středověku

Mapa historických uherských žup

Uherské království bylo v 11.–15. století jedním z nejrozlehlejších a nejmocnějších států střední a jihovýchodní Evropy. Vedle vlastních Uher, jejichž součástí bylo Slovensko, zahrnovalo Chorvatské království (personální unie 1102), Sedmihradsko (dnes součást Rumunska) a část srbských území včetně Bělehradu. K slibnému hospodářskému rozvoji země přispívala bohatá naleziště zlata a stříbra, které se těžilo v Banské Štiavnici, Banské Bystrici a v Kremnici. Zde se také razily proslulé uherské zlaté dukáty.
Uherští králové často soupeřili s českými panovníky. Po vymření Arpádovců (1301) se Přemyslovci dokonce nakrátko ujali v Uhrách vlády. Koncem 14. století se uherským králem stal díky zdařilé dynastické politice Karla IV. jeho mladší syn Zikmund Lucemburský (vládl 1387–1437). Jeho vláda byla vcelku úspěšná. Království v té době však ohrozili poprvé Turci.

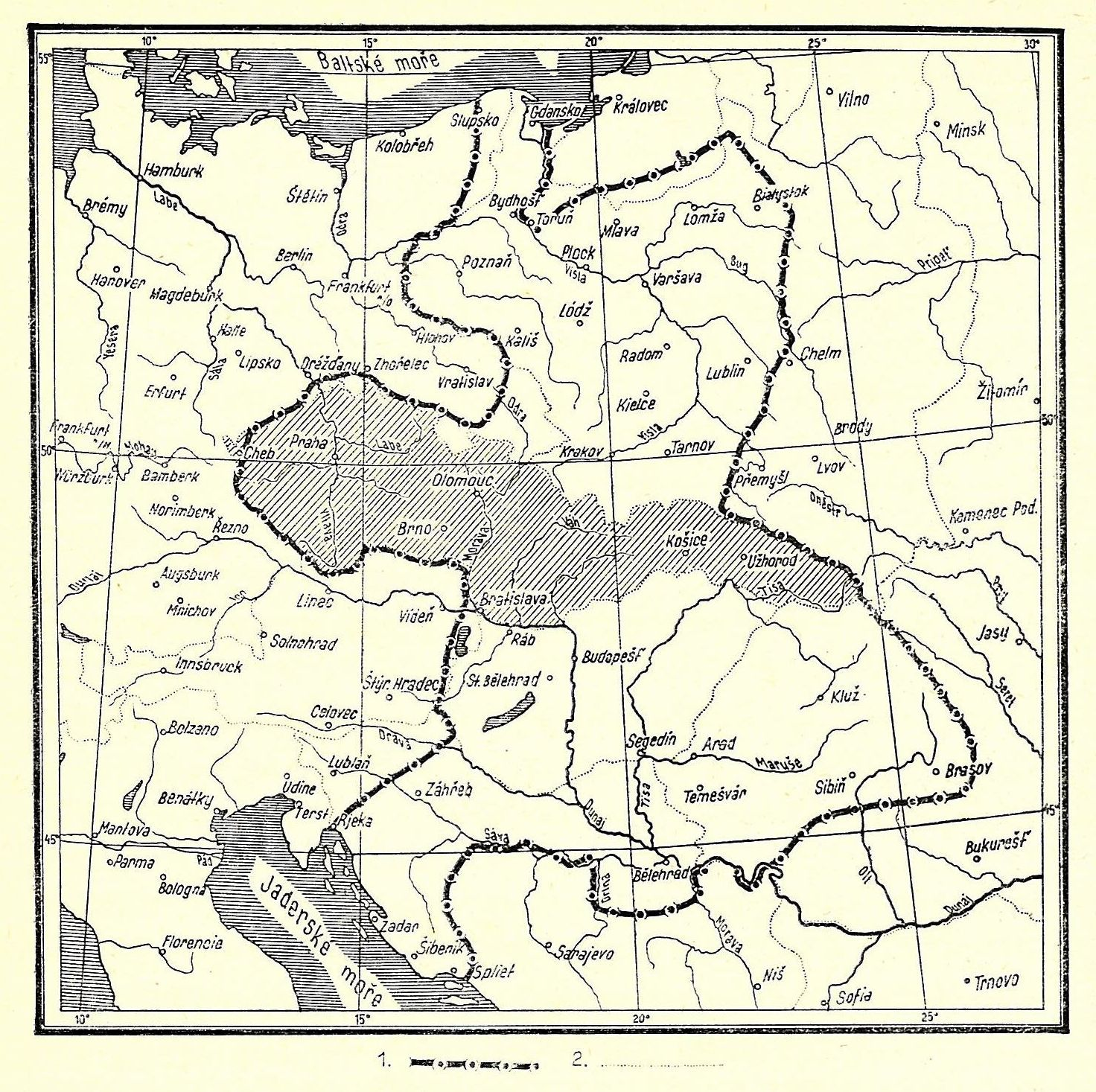
Rozsah moci Přemyslovců na přelomu 13. a 14. století

Za panování nezletilého Zikmundova vnuka Ladislava Pohrobka (vládl 1444–1457) se stal správcem Uher mocný magnát János Hunyadi. Usiloval především o to, aby zabezpečil zemi před tureckým nebezpečím. Osmanům připravil několik porážek a ubránil před nimi významnou pohraniční pevnost Bělehrad. Po Ladislavově předčasné smrti si v Uhrách zvolili za krále Hunyadiho syna Matyáše Korvína (vládl 1457–1490), který se stal jedním z nejvýznamnějších uherských panovníků. Jeho ctižádostivé plány, zaměřené na dosažení vlády v českém království a dokonce také císařské korunovace, ho však odváděly od stále naléhavější potřeby čelit stupňujícím se tureckým útokům.
Po smrti Matyáše Korvína se v roce 1490 stal uherským králem český panovník Vladislav Jagellonský. Vladislav i jeho syn Ludvík Jagellonský pak trávili více času právě v Uhersku. Nedlouhou vládu Jagellonců ukončila smrt českého a uherského krále Ludvíka v bitvě u Moháče v roce 1526.

## Uherské království v novověku

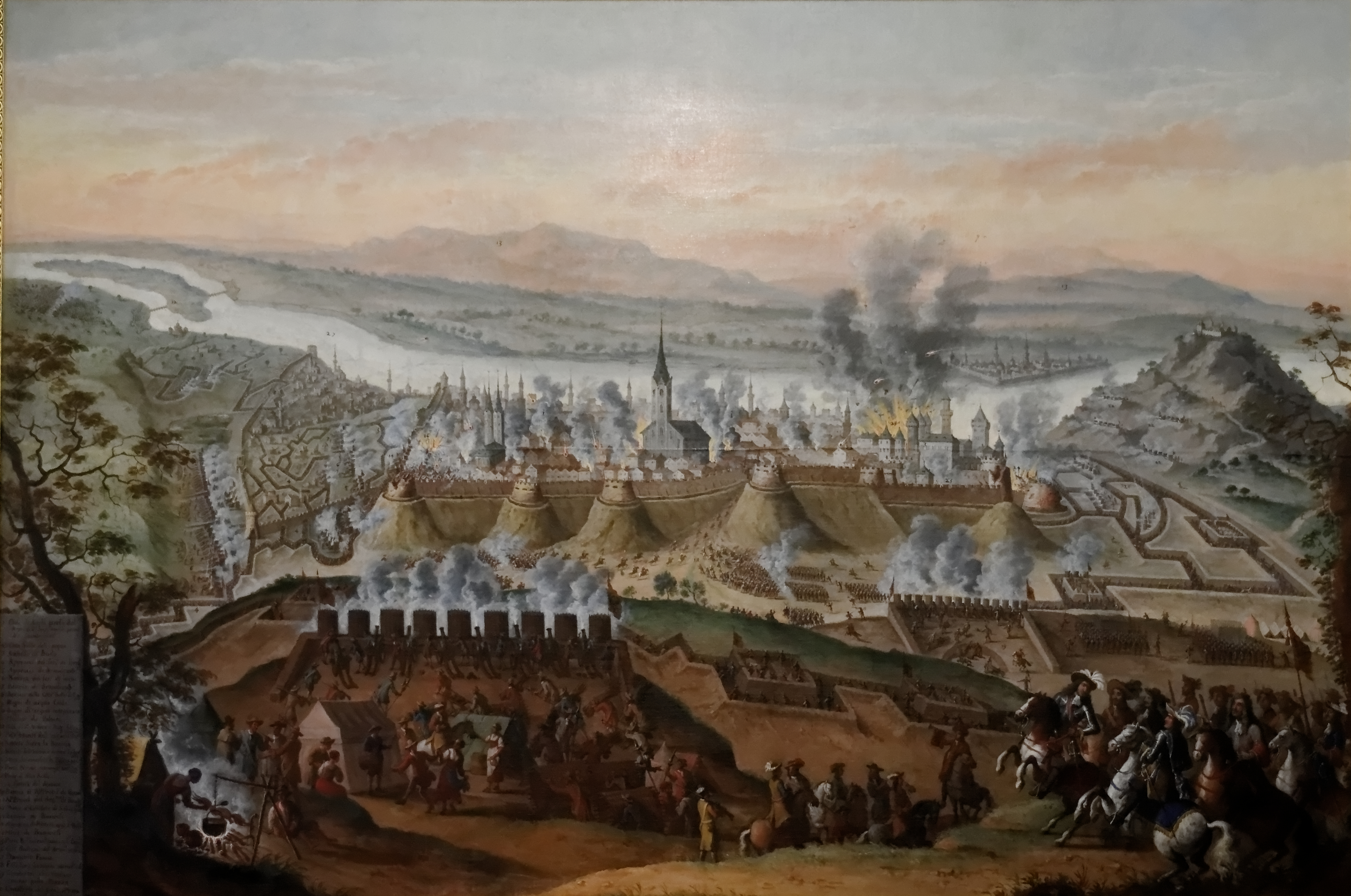
Obléhání Budapešti křesťanskými vojsky během Velké turecké války roku 1686

Po bitvě u Moháče (1526) vypukla občanská válka (1527–1538) mezi Habsburky (Ferdinandem I.) a sedmihradským vévodou Janem Zápolským.
V roce 1541 Uhersko ztratilo početná území: území od Bělehradu po Budapešť připadlo Osmanské říši, z východní části se stalo Sedmihradsko – téměř nezávislý stát, který byl vazalem Osmanské říše – a zbylé území, tedy (Horní Uhry, Burgenland, západní Chorvatsko a západní pruh dnešního Maďarska) s jádrem na území dnešního Slovenska pod názvem „královské Uhersko“ připadlo Habsburkům. Rozdělení Uherska na jednotlivé celky se měnilo v souvislosti s tím, jak se vyvíjely jednotlivé střety mezi Osmany a Habsburky, eventuálně Sedmihradskem. Teprve až ke konci 17. století se začala osmanská část Uher zmenšovat.
K opětovnému sjednocení Uherska došlo roku 1691 (připojením Sedmihradska), resp. 1699 Karlovickým mírem, resp. roku 1718 dobytím posledních území v jihovýchodním Maďarsku od Turků. Uherské království bylo spojeno personální unií s českým královstvím a dědičnými habsburskými zeměmi.

## Od revoluce k vyrovnání

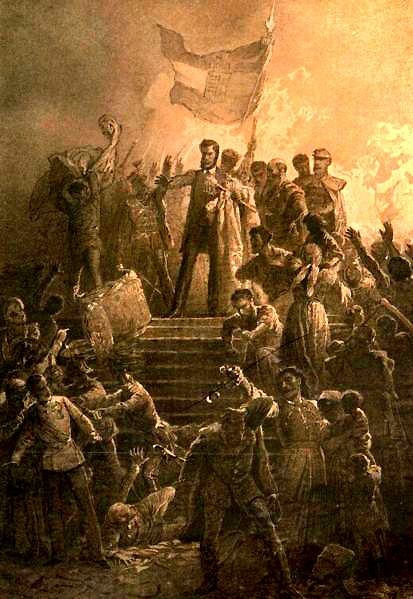
Sándor Petőfi recituje Nemzeti dal (Národní píseň) 15. března 1848 při vystoupení lidu v Pešti

Rakouská monarchie se pomalu začala stávat neudržitelnou ve stavu, v jakém byla. V březnu 1848 vypuklo v Budapešti, pod vlivem únorové revoluce ve Francii, povstání. Zde se poprvé objevil jasně formulovaný požadavek na vydání ústavy, vzhledem k tomu, že se revoluce rozšířila i do Vídně a dalších měst byla vydána dubnová ústava, dále byla zrušena cenzura, byl nucen odstoupit z politického výsluní Metternich a byla provedena řada dalších ústupků. V květnu došlo k dalšímu povstání, během něj vláda zavedla všeobecné a tajné volební právo, zrušila dubnovou ústavu a svolala ústavodárný sněm. Ten později zrušil poddanství. Provedené reformy však nebyly dostatečné a proto vypuklo v říjnu další povstání, během něhož byla vláda i ústavodárné shromáždění nucena opustit Vídeň a přesídlit na Moravu, byla povolána armáda, která dobyla Vídeň. Dne 2. prosince 1848 byl donucen císař Ferdinand I. abdikovat.
Abdikací Ferdinanda I. se stal novým císařem František Josef I., což situaci v zemi uklidnilo, roku 1849 byla vydána tzv. oktrojovaná ústava. Tato ústava byla zrušena k 1. lednu 1852. Klíčovou postavou prvních let vlády Františka Josefa I. byl Alexander Bach, po němž je toto období nazýváno Bachův absolutismus. Ten je spojen s řadou reforem, které měly za cíl zmodernizovat habsburskou monarchii. Nejprve došlo k zrušení cechovních omezení, což umožnilo rozvoj průmyslu. Tato změna vedla k zakládání tzv. živnostenských komor, které fungovaly na moderních principech. Rozvoj průmyslu však vyžadoval další změny a již v roce 1856 se ukázalo jako nezbytné změnit úvěrovou a finanční politiku, což vyvolalo vznik banky Creditanstalt.
Vnitřní situace monarchie nebyla stabilizovaná a kromě finančních problémů se začínala výrazněji otvírat i národnostní problematika, což vedlo císaře k vydání tzv. říjnového diplomu (20. října 1860), kde bylo přislíbeno řešení této problematiky novou ústavou. Ústava byla vydána v únoru 1861, ale nesplnila očekávání do ní vkládané a došlo k nespokojenosti prakticky všech národností vyjma Němců. Na nejsilnější odpor narazila nová ústava v Uhersku, které požadovalo návrat ústavy z roku 1848. Nakonec Maďaři prosadili dualistickou koncepci státu (často bývá užíván termín Rakousko-Uhersko), který dle ústavy z prosince 1867, měl společnou osobu panovníka, zahraniční politiku, armádu a finance (tzv. Rakousko-uherské vyrovnání). V dalších otázkách existovala značná suverenita těchto dvou národů. Každých deset let docházelo ke stanovení poměru financování společných výdajů, což vedlo k poměrně ostrým sporům.

## První světová válka

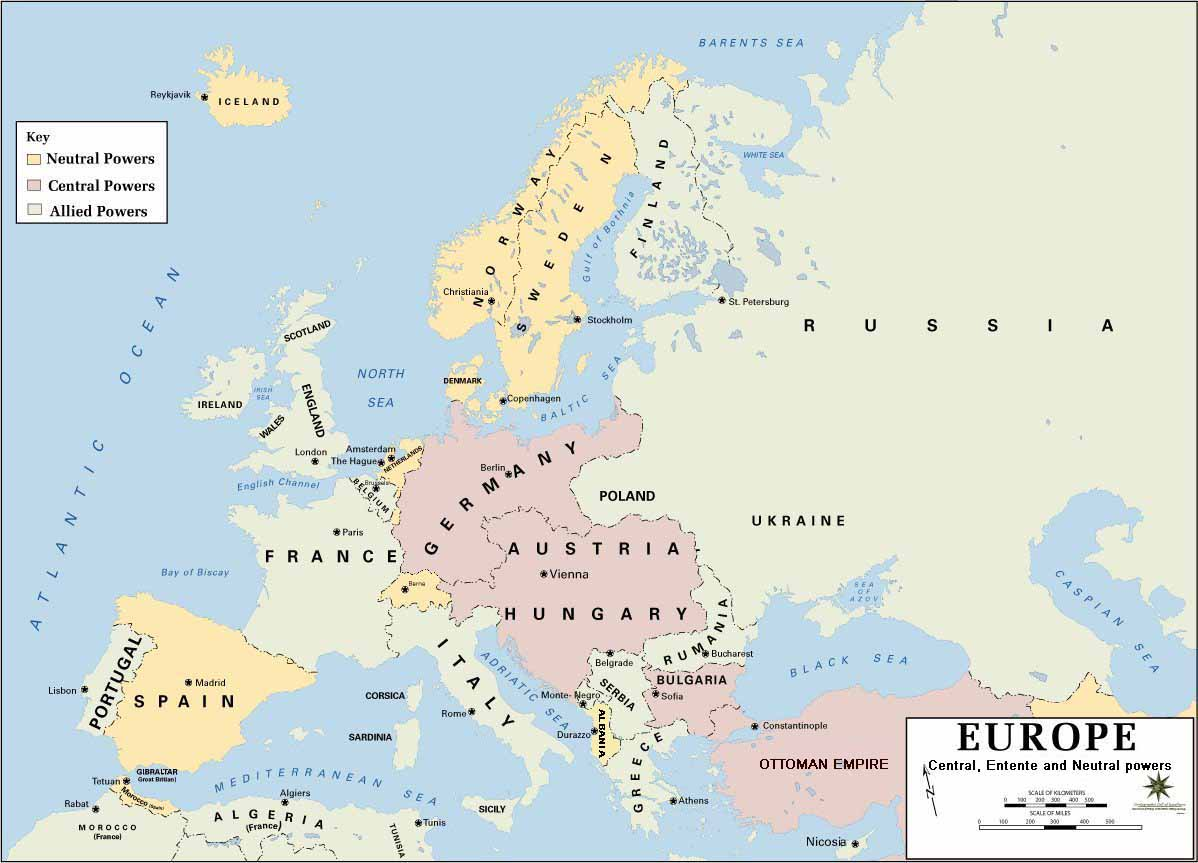
Evropa v roce 1914.

Po roce 1910 se celkově stupňovalo napětí v celé Evropě, 28. června 1914 spáchali srbští studenti v Bosně úspěšný atentát na Františka Ferdinanda d’Este. Rakousko-Uhersko poté vyhlásilo Srbsku ultimátum a zajistilo si pro případnou válku podporu Německa. Srbsko požadavky rakouského ultimáta téměř zcela přijalo, ale jelikož nebyly přijaty zcela, přerušilo Rakousko-Uhersko jednání (23. července) a vyhlásilo částečnou mobilizaci a poté (28. července) i válku. Tímto vyhlášením začala první světová válka, při které se dostala do konfliktu prakticky celá Evropa.
V Rakousku-Uhersku se v průběhu války projevily všechny jeho problémy. Jedním z největších problémů byla národní nejednotnost a špatná ekonomická situace, válka Rakousko-Uhersko vyčerpávala více než jiné země a to se bylo nuceno orientovat stále více na Německo, což vzbuzovalo nelibost u neněmeckých národů monarchie. Po smrti Františka Josefa I. (21. listopadu 1916), nastoupil na trůn Karel I., jeho politika však nedokázala najít cestu k novým národním snahám. V již zoufalé situaci se pokusil vyhlásit 16. října 1918 federaci, ještě v průběhu října se začalo Rakousko-Uhersko rozpadat a 1. listopadu zprostil Karel I. uherskou vládu přísahy věrnosti.

## První Maďarská republika
Historie novodobého Maďarska se začala psát dne 16. listopadu 1918, kdy byla vyhlášena První Maďarská republika. Jakožto nástupnický stát Uherska ztratilo Maďarsko po první světové válce celých 71,5 % území bývalých Uher, včetně řady oblastí s většinovou maďarskou populací. Tato situace představovala pro Maďary trauma srovnatelné s tím, co Češi pociťovali o 20 let později po Mnichovské dohodě. Tento fakt v meziválečné době určoval vztahy Maďarska k sousedním zemím s maďarskými menšinami a významně je ovlivňuje i dnes.

## Maďarská republika rad
Levé křídlo sociální demokracie ustavilo dne 20. listopadu 1918 Maďarskou stranu komunistů, které získávala mnoho stoupenců hlavně mezi dělnickým obyvatelstvem, nezaměstnanými a odzbrojenými vojáky. Pod vlivem revoluce v Rusku došlo i v Maďarské demokratické republice k další revoluci, jejímž výsledkem bylo vyhlášení Maďarské republiky rad dne 21. března 1919.
Maďarská republika rad pod vedením komunisty Bély Kuna zavedla v zemi diktaturu proletariátu a revoluční teror s likvidací odpůrců. Nespokojeny s tímto vývojem vystoupily proti Maďarské republice rad státy Malé dohody a zahájily společnou ofenzívu (Rumunské království 16. dubna, ČSR 27. dubna). Maďarská Rudá armáda přešla dne 20. května do proti útoku a obsadila území jižního Slovenska, kde vytvořila 16. června Slovenskou republiku rad.
V červnu po výměně vedení československého vojska (nástup plk. Josefa Šnejdárka) byla Maďarská Rudá armáda zastavena a na základě ultimáta Dohody uzavřeno příměří. Maďaři následně ustoupili za demarkační čáru a komunistickou diktaturu pak ukončila intervence vojsk Rumunského království. Počátkem listopadu se rumunská vojska stáhla zpět na své území a 16. listopadu 1919 vstoupil v čele národní armády do Budapešti bývalý admirál námořnictva Rakousko-Uherské armády Miklós Horthy.
Situace byla stabilizována 1. března 1920, kdy parlament vyhlásil Maďarské království, jeho regentem se stal Miklós Horthy.

## Maďarské království

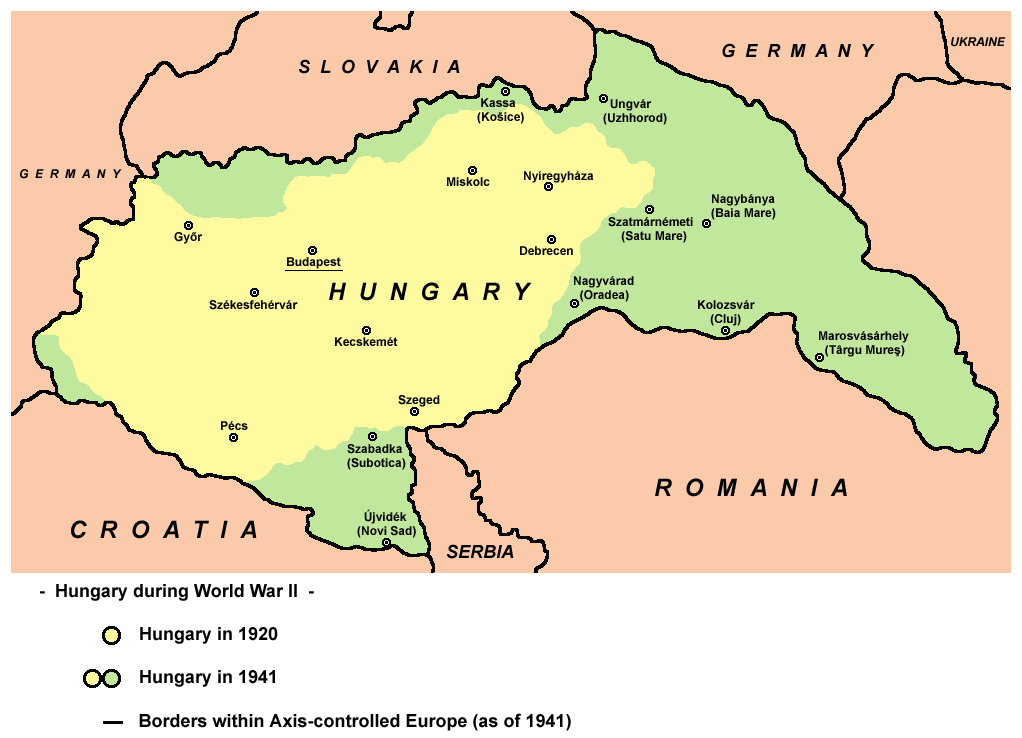
Územní rozsah Maďarského království během druhé světové války:
Maďarské území po roce 1918
Území získané v letech 1938–1941

Dne 4. června 1920 byla podepsána Trianonská smlouva, kterou byly stanoveny nové hranice Maďarska jakožto nástupnického státu Uherska. Maďarsko ztratilo celých 71,5 % svého území. Území bylo rozděleno mezi státy sousedící s Maďarským královstvím. Ztráta území vedla ke zhoršení ekonomické a hospodářské situace. Po Mnichovské dohodě 29. září 1938 získalo Maďarské království v listopadu 1938 jižní část Slovenska, obydlenou zčásti Maďary, a část Podkarpatské Rusi, kterou v březnu 1939 zabralo celou. V 1940 získalo Maďarské království zpátky část území Sedmihradska (Transylvánie), které bylo před první světovou válkou součástí Uherska.

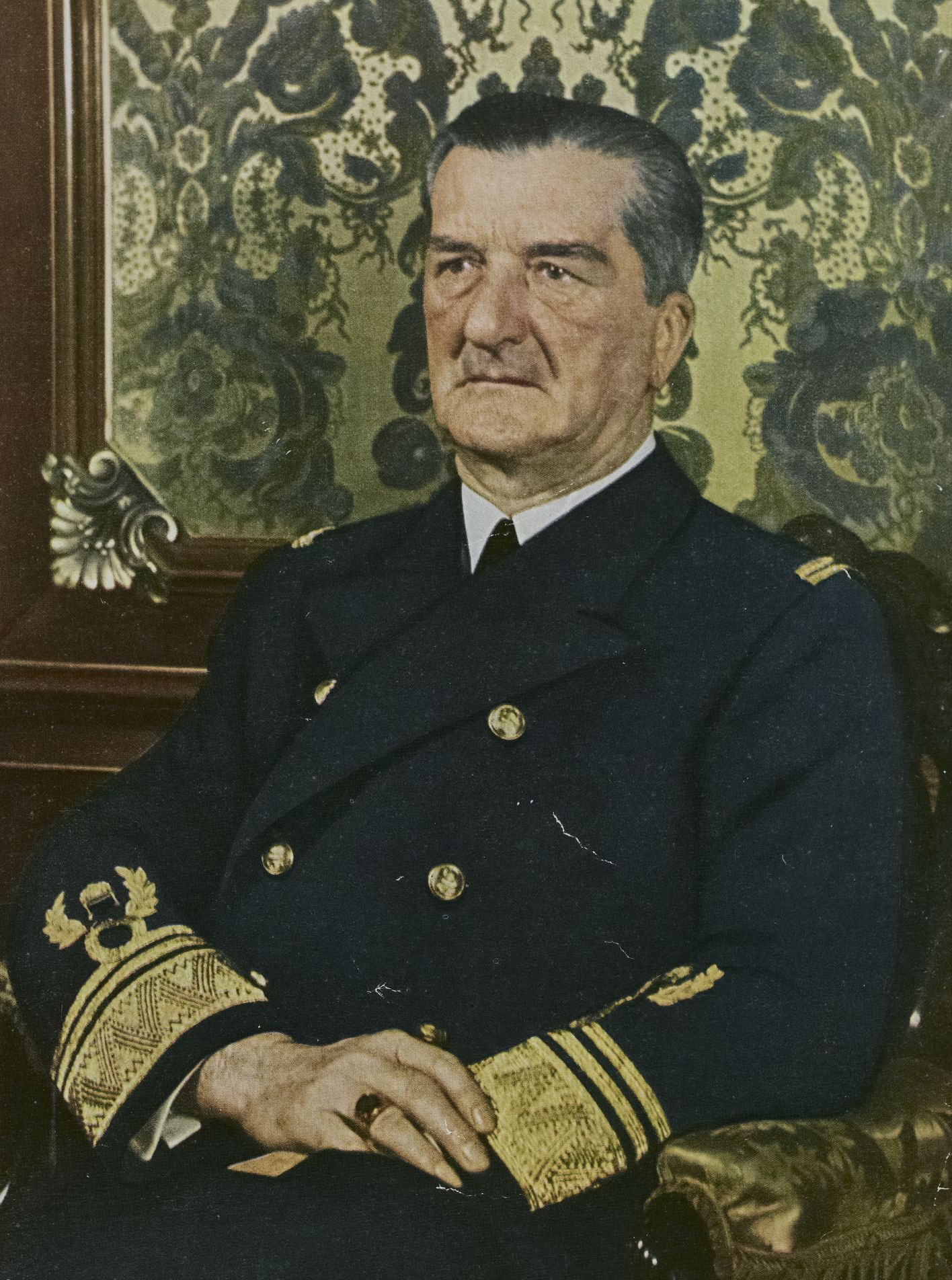
Miklós Horthy

Během druhé světové války stálo Maďarské království na straně nacistického Německa, jelikož chtělo získat zpět většinu území ztracených Trianonskou smlouvou. Ovšem začátku války, tedy útoku Třetí říše na Polsko, se Maďarské království neúčastnilo, naopak, přijalo na své území více než 100 000 uprchlíků z Polska. Plnohodnotným členem Osy se Maďarské království stalo až v dubnu 1941. Následně se vojensky podílelo spolu s Německem a Bulharskem na vpádu do Jugoslávie (na protest proti tomu spáchal maďarský předseda vlády Pál Teleki sebevraždu). Po porážce německé armády v r. 1943 u Stalingradu, ve které byly poraženy i maďarské jednotky, začala Rudá armáda postupovat směrem na západ a postupně osvobozovat tuto část Evropy od převážně německých vojáků. V roce 1944 již bylo Německo a jeho spojenci včetně Maďarského království v hluboké defenzívě a Rudá armáda začala přímo ohrožovat východní hranici Maďarska. Horthy byl pozván na vyjednávání do Klessheimu (dnes Rakousko), kde byl Němci dočasně zajat, aby nemohl vydat rozkaz k odporu. Wehrmacht posléze obsadil Maďarské království (tzv. Operace Margarethe).
Když Horthy vyhlásil příměří se Spojenci o den dříve, než bylo tajně dohodnuto, tj. 15. října 1944, reagovali na to nacisté únosem jeho syna a Horthy byl nucen své prohlášení vzít zpět. Následně mu byla odebrána moc regenta Maďarského království a byl převezen do Německa. Hlavou státu se stal vůdce Šípových křížů Ferenc Szálasi, který téhož dne (16. října) jmenoval Vládu národní jednoty.
Období roku 1944 bylo pro Maďarsko zvlášť kruté. Před válkou žilo v Maďarsku na 850 tisíc židů. Na 440 tisíc maďarských Židů bylo vlaky převezeno za nelidských podmínek a pak zavražděno v koncentračním a vyhlazovacím táboru Auschwitz-Birkenau. Po skončení druhé světové války, zůstalo v Maďarsku pouze na 250 tisiíc židů. Transporty ukončila přibližující se Rudá armáda. V období od 29. října 1944 do 13. února 1945, známém jako Budapešťská operace, obsadila vojska SSSR a Rumunska hlavní město Budapešť, většinu území Maďarska a část jižního Slovenska. Vůdce Ferenc Szálasi uprchl na západ a byl zajat americkými vojáky, kteří ho vrátili zpět do Maďarského království. Zde byl souzen za zločiny proti státu, proti lidskosti a válečné zločiny. Dne 12. března 1946 popraven. V lednu 1946 začalo vysídlení německého obyvatelstva z Maďarska. Původně měla být vysídlena celá menšina čítající asi 500 000 osob, ale nakonec se vysídlení dotklo asi 220 000 obyvatel.
| „                                                    | ...z národně-politického hlediska nelze pochybovat, že je v zájmu Maďarska, aby zemi opustilo co nejvíce Němců. Taková příležitost zbavit se Němců se už nikdy nenaskytne. | “ |
| — ministr pro výstavbu József Antall v prosinci 1945 | |   |

Existence novodobého Maďarského království končí s vyhlášením Druhé Maďarské republiky dne 1. února 1946. Státní suverenita byla následně obnovena mírovou smlouvou z 10. února 1947, územní rozsah státu se vrátil do podoby podle Trianonské smlouvy. Jelikož bylo Maďarsko osvobozeno sovětskou Rudou armádou, odehrával se poválečný vývoj v plné režii Sovětského svazu.

## Maďarská lidová republika
Pro socialistický vývoj země mělo význam sloučení Maďarské komunistické strany a Sociálně demokratické strany Maďarska v Maďarskou stranu pracujících. Dne 15. srpna 1949 byla vyhlášena Maďarská lidová republika a 20. srpna Národní shromáždění přijalo zákon o nové ústavě.

### Rákosiho éra
Po tříletém plánu obnovy byl na léta 1950–1954 vypracován první plán pětiletky. Začaly procesy proti „nepřátelům lidu“, jenom v letech 1952–1955 bylo odsouzeno více než 500 000 osob. Příslušníci ÁVH (tajná policie) rozhodovali o osudech a životech statisíců lidí. Politiku ovládli zapřisáhlí stalinisté v čele s Mátyásem Rákosim, který rovněž zastával funkci generálního tajemníka Maďarské strany pracujících.
Po smrti Stalina v březnu 1953 obvinilo nové vedení Sovětského svazu Mátyáse Rákosiho z podpory kultu osobnosti a novým premiérem se stal Imre Nagy.

### Maďarské povstání

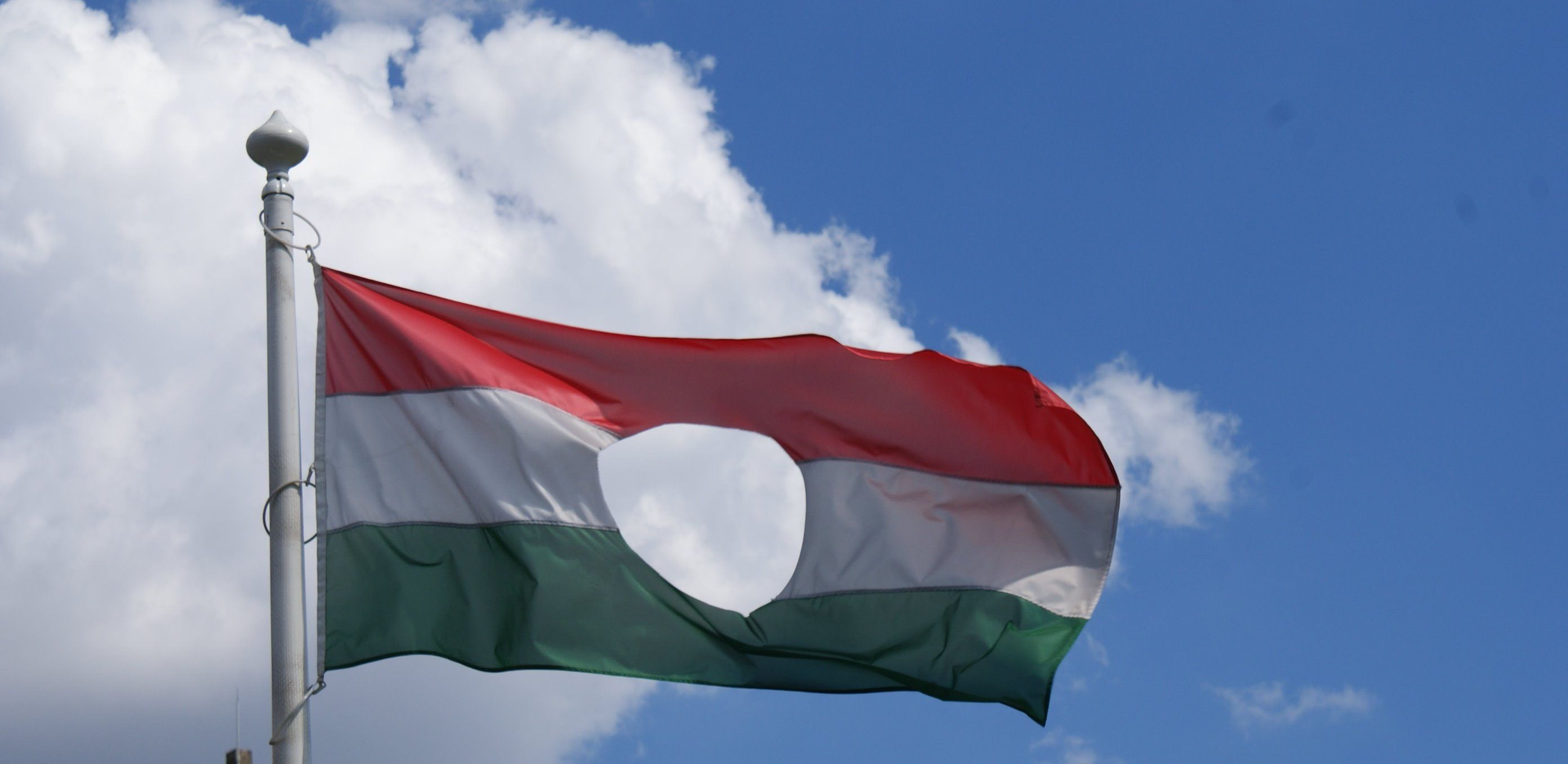
Vlajka s vystřiženým státním znakem obsahujícím rudou hvězdu se stala symbolem povstání

Premiér Imre Nagy reprezentoval první – i když vůči Moskvě ještě ohleduplný – pokus o větší samostatnost v nové vládě z roku 1953. Ale v roce 1955 veřejně mluvil o „možnosti Maďarska přijmout status neutrality podle rakouského vzoru“, než byla jeho vláda svržena promoskevskou Mátyáse Rákosiho.
Na podzim 1956 rostoucí protikomunistické cítění vyústilo ve změnu vlády, která vyhlásila nezávislost od SSSR. První boje Maďarů s vojsky sovětské okupační mocnosti trvaly od 23. do 28. října 1956, kdy Moskva zdánlivě přistoupila na požadavky nové maďarské vlády. Za necelé tři týdny bylo povstání potlačeno v bojích probíhajících od 4. do 10. listopadu sovětskými vojsky, od 1. listopadu posílenými invazními jednotkami. Nakonec však další z poválečných pokusů o osvobození z komunistické nadvlády smetly sovětské tanky.
Zákulisní šarvátky mezi moskevskými a reformními držiteli komunistické moci trvaly i po potlačení reformních snah Nagyho vlády – od tzv. tání v Moskvě po Stalinově smrti v roce 1953 do nucené Nagyho rezignace v dubnu 1955.

### Kádárova éra
Vládní strana MDP se pod vedením Jánose Kádára přetransformovala na Maďarskou socialistickou dělnickou stranu. Nový režim si zejména od 60. let zachoval jisté liberální prvky především v ekonomické oblasti ("Gulášový socialismus" nebo také "Kádárismus"). Ovšem v roce 1968 se MLR, pod výhrůžku vyhlášení stanného práva, musela účastnit srpnové invaze do ČSSR. Zásluhou Jánose Kádára se v 80. letech Maďarsko mohlo vydat cestou pozvolných reforem a předání moci demokratické opozici.
V 80. letech se MLR i přes svůj Kádárův Gulášový socialismus stále více dostávala do hospodářské krize. V září 1987 vznikla první opoziční strana Maďarské demokratické fórum a v následujícím roce přibyly další – Fidesz a Svaz svobodných demokratů. Také uvnitř samotné vládní Maďarské socialistické dělnické strany sílily reformní tendence.

### Pád komunismu
Na jaře 1989 byl János Kádár uvolněn ze všech svých funkcí. Dne 16. června, přesně po 31 letech od popravy, se v Budapešti na Náměstí Hrdinů za účasti 300 000 lidí konal jedenáctihodinový pohřeb Imre Nagye a dalších zavražděných vůdců, včetně prázdné rakve symbolizující všechny neznámé bojovníky, z povstání 1956. Na tomto pohřbu vystoupil pozdější premiér, v té době vysokoškolský student Viktor Orbán (Fidesz) se svým projevem, ve kterém otevřeně prohlásil, že je nutné jednat o stažení sovětských vojsk z Maďarska a skoncovat s komunismem. Za svá slova sklidil bouřlivý potlesk. Tento akt se stal symbolem rozbřesku nové maďarské éry. János Kádár krátce na to dne 6. července zemřel, ve stejný den, kdy byl oficiálně rehabilitován Imre Nagy, kterého nechal v roce 1958 popravit.
Mezi červnem a zářím 1989 se sešli zástupci Maďarské socialistické dělnické strany s opozicí Kulatého stolu a dne 18. září podepsali dohodu, v níž zdůraznili své odhodlání vytvořit právní a politické podmínky pro přechod k pluralitní demokracii a k vládě práva a překonat vleklou společensko-hospodářskou krizi. 7. října se, z iniciativy reformních komunistů, z Maďarské socialistické dělnické strany vytvořila nová strana – Maďarská socialistická strana.
Následně došlo k sepsání prozatímní ústavy. Změna ústavy byla uzákoněna 23. října 1989 v den výročí počátku protikomunistického Maďarského povstání z roku 1956. Téhož dne byl předseda parlamentu Mátyás Szűrös zvolen prozatímním prezidentem a v pravé poledne z balkónu Országházu slavnostně vyhlásil Maďarskou republiku (Třetí Maďarská republika). Krátce poté byla z budovy parlamentu odstraněna rudá hvězda.
První svobodné volby se konaly 25. března 1990, ve kterých jasně zvítězilo pravicové Maďarské demokratické fórum se ziskem 164 mandátů. Na druhém místě skončilo rovněž pravicový Svaz svobodných demokratů se ziskem 93 mandátů a na třetím místě také pravicové FKgP se 44 křesly. Levicová Maďarská socialistická strana skončila až čtvrtá a jen se 33 mandáty. 2. května 1990 se Úřadu prezidenta republiky ujal Árpád Göncz a 16. května se předsedou vlády stal József Antall. Prvním krokem jeho demokratické vlády bylo přijetí současného státního znaku dne 3. července 1990. Poslední vojska Sovětského svazu opouštějí Maďarsko dne 19. června 1991.

## Maďarsko od 1989

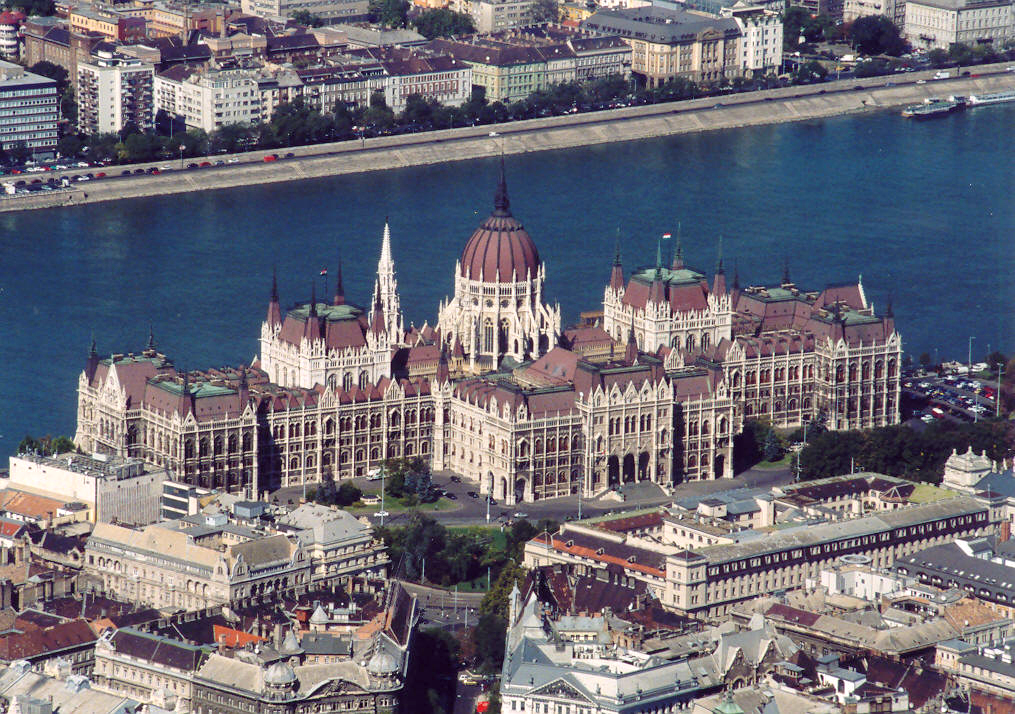
Országház je symbolem demokratického Maďarska

V prvních demokratických volbách na jaře 1990 zvítězilo se 164 mandáty liberální Maďarské demokratické fórum a společně s Křesťanskodemokratickou lidovou stranou utvořilo vládu. Volby tak jasně potvrdili odvrat od levicové Maďarská socialistická strana. Prvním demokratickým prezidentem se stal Árpád Göncz. Nová vláda se snažila vtisknout Maďarsku nový národní charakter, kladla důraz na tradiční demokratické a křesťanské hodnoty. Deset dní před rozpuštěním Varšavské smlouvy, tj. 15. února 1991, uzavřela tehdejší ČSFR, Polsko a Maďarsko v maďarském Visegrádu smlouvu o vzájemné spolupráci, známou dnes jako Visegrádská skupina. Dále pak v červnu 1991 opustila vojska Sovětského svazu území Maďarské republiky.
I přes počáteční úspěchy se vláda později dostávala do problémů. Ekonomická situace země se začala stále více zhoršovat. To nahrávalo tehdejším opozičním stranám především Maďarská socialistická strana, která taky ve volbách 1994 zvítězila s nečekaným ziskem 209 křesel. Maďarská socialistická strana tak získala nadpoloviční většinu v parlamentu, ovšem rozhodla se vládnout společně se Svazem svobodných demokratů, kteří získali 69 křesel. Maďarské demokratické fórum, se ziskem pouhých 38 křesel, se přesunulo do opozice. Novým premiérem se stal Gyula Horn. Vláda chtěla především za pomoci úsporných opatření stabilizovat ekonomiku a snížit schodek státního rozpočtu. Došlo k propuštění státních zaměstnanců a regulaci mezd, což vyvolalo odpor odborářů.
Ve volbách 1998 zvítězil konzervativní Fidesz se ziskem 148 křesel a odsunul Maďarskou socialistickou stranu, která získala 134 křesel, na druhé místo. Fidesz vytvořil koaliční vládu společně s FKgP a Maďarským demokratickým fórem. Premiérem se stal předseda Fidesz Viktor Orbán. Pod jeho vedením vstoupilo Maďarsko, společně s Českou republikou a Polskem, roku 1999 do vojensko-politického uskupení NATO. Po celou dobu vlády Fidesz se úspěšně rozvíjela ekonomika, snížila se nezaměstnanost a vzrostly potřeby obyvatelstva. Maďarsko se dostalo o krůček blíže ke vstupu do Evropské unie. V roce 2000 převzal Ferenc Mádl po Árpádu Gönczovi úřad prezidenta republiky.

### Gyurcsányova vláda a rok 2006
V dalších volbách 2002 už ovšem zvítězila Maďarská socialistická strana a křeslo předsedy vlády obsadil Péter Medgyessy, kterého v roce 2004 vystřídal Ferenc Gyurcsány. Fidesz se v čele s Viktorem Orbánem vrátil do opozice.
Po průběhu relativně úspěšných reforem a kladného referenda se Maďarsko stalo v roce 2004 členem EU. V roce 2005 byl prezidentem zvolen László Sólyom. Maďarská socialistická strana obhájila své vítězství i ve volbách 2006, kde porazila největšího protikandidáta Fidesz o 26 mandátů (Maďarskou socialistickou stranu získala 190, Fidesz 164). Gyurcsány zůstal premiérem země, Fidesz nadále působil v opozici.

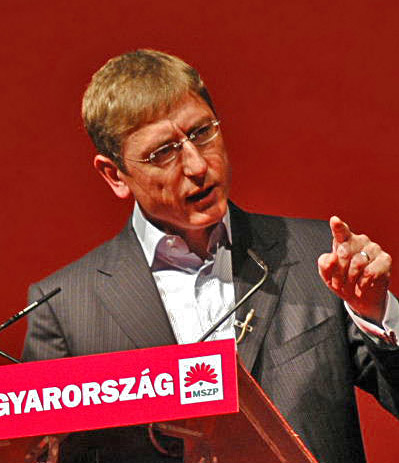
Ferenc Gyurcsány (Maďarská socialistická strana)

 Ovšem krátce po těchto volbách se 17. září 2006 dostala na veřejnost audionahrávka z neveřejného Gyurcsányova povolebního proslovu k poslancům Maďarské socialistické strany, kde se Gyurcsány velmi emotivně a vulgárně vyjadřuje o minulé vládě své strany – ("Žádná evropská země neudělala něco tak pitomého jako my", „Evidentně jsme v minulém roce a půl či dvou letech lhali“, "Maďarsko se podařilo udržet nad vodou jedině díky boží prozřetelnosti, spoustě peněz ve světovém hospodářství a stovkám podvodů") a vyzývá k ekonomickým reformám. V reakci na zveřejnění nahrávky probíhaly v Maďarsku zpočátku masové demonstrace (desetitisíce demonstrantů), někdy i násilné, jejichž účastníci požadovali Gyurcsányovu rezignaci.
Demonstrací se vedle opoziční strany Fidesz a demonstrujících Maďarů včetně celebrit zúčastnili i maďarští nacionalisté. V ulicích visely Arpádské červeno-bílé vlajky. Nespokojenost s levicovou vládou nepřímo dává na popularitě nacionalistické skupině tzv. "Maďarské gardě". Její členové volají po znovu získání území, které před smlouvou v Trianonu patřila k Maďarsku (de facto k Uhersku). Kromě demonstrací, proběhlo v letech 2006 a 2007 také několik stávek požadujících většinou vyšší platy (např. třídenní stávka železničářů MÁV). Těmto potížím přidala na síle také finanční krize, která na podzim roku 2008 silně zasáhla maďarskou ekonomiku. Dne 16. prosince 2008 městský soud v Budapešti rozpustil polovojenskou organizaci – Maďarskou gardu.

### Krize 2009
Dne 21. března 2009 Ferenc Gyurcsány oznámil na sjezdu své Maďarské socialistické strany, že hodlá podat demisi. "Slyšel jsem, že jsem překážkou při spolupráci na nutných změnách, pro stabilní vládní většinu a odpovědné chování opozice" prohlásil na sjezdu MSZP. Gyurcsány chce tímto krokem umožnit sestavení nové vlády s novým předsedou a pomoci tak k prosazení důležitých reforem a škrtům ve státním rozpočtu.
Jako vhodnými kandidáty byly na post předsedy vlády navrženi György Surányi, Ferenc Glatz a András Vértes.
Jelikož vládní Maďarská socialistická strana vede menšinovou vládu, bude se muset na kandidátovi dohodnout s opozicí, a to zejména s bývalým koaličním partnerem Svazem svobodných demokratů. Předseda Svazu svobodných demokratů Gábor Fodor dne 23. března v rozhlase prohlásil, "že ze tří kandidátů je pro ně přijatelný György Surányi."
Jeho kandidaturu následně dne 25. března Svaz svobodných demokratů podpořil. Obě strany tak drží společně v parlamentu absolutní většinu, proto měl Surányi výraznou šanci stát se příštím maďarským premiérem. Naproti tomu prezident László Sólyom prohlásil, že nejlepší cestou pro recesí postižené Maďarsko by byly předčasné volby. Ty požaduje i předseda nejsilnější opoziční strany Fidesz Viktor Orbán, pro kterého je György Surányi jako premiér rovněž nepřijatelný.
Následně dne 26. března 2009 György Surányi oznámil, že se o post ministerského předsedy ucházet nebude. Jelikož již 24. března uvedl, že se funkce premiéra ujme jen tehdy, když bude mít podporu všech parlamentních stran, a tu nemá.
Odstpující premiér Ferenc Gyurcsány oznámil dne 28. března i svůj odstup z funkce předsedy své Maďarské socialistické strany.

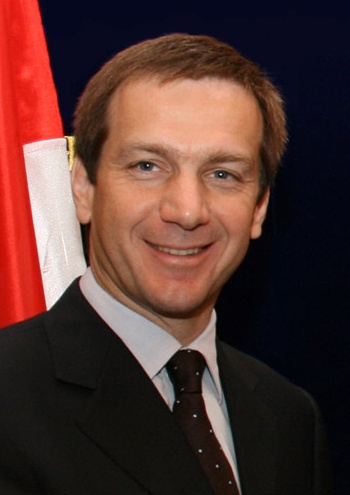
Gordon Bajnai

Dne 29. března padl od MSZP další návrh na obsazení premiérské funkce. Na místo Ference Gyurcsánye navrhli ministra národního rozvoje a hospodářství Gordona Bajnaie a požádali své parlamentní spojence, aby jejich volbu podpořili. Gyurcsány však odmítl nominaci Bajnaie potvrdit.
Koaliční strana SZDSZ následně jeho kandidaturu o den později podpořila. Gordon Bajnai měl dvě podmínky pro přijetí nominace – získání podpory opozičního Svazu svobodných demokratů a písemnou dohodu mezi MSZP a Svazem svobodných demokratů, že budou podporovat jím vedený kabinet i v době, "kdy budou muset být přijímána obtížná rozhodnutí".
Chce sestavit vládu odborníků, kteří by dokázali řešit tíživou hospodářskou situaci země. Bajnai upozornil, že splnění jeho programu vyžaduje oběti, odříkání a dotkne se každé maďarské rodiny. "Bude to bolet, ale bude to mít výsledky". Do úřadu premiéra byl zvolen dne 14. dubna Gordon Bajnai, hlasovalo pro něj 204 z 385 poslanců především z Maďarské socialistické strany a Svaz svobodných demokratů. Očekává se, že povede úřednickou vládu až do termínu řádných voleb na jaře 2010. Popularita vládní Maďarské socialistické strany se v současnosti pohybuje na historicky nejhorší úrovni od vzniku strany. Jasným favoritem parlamentních voleb, které se konají v příštím roce, je Orbánův Fidesz, který má v současnosti třikrát vyšší preference než vládní MSZP.
Růst popularity Fideszu a Viktora Orbána se projevil během voleb do Evropského parlamentu, kdy Fidesz (v koalici s Křesťanskodemokratickou lidovou stranou) získal 16 mandátů a současná vládní Maďarská socialistická strana jen 4 mandáty. Do parlamentu se také dostala krajně pravicová strana Jobbik se 3 mandáty a liberálně konzervativní Maďarské demokratické fórum obhájilo svůj 1 mandát.

## Historický vývoj maďarského území
- Maďarsko před příchodem Maďarů
- Vznik Uher (896–1000)
- Uherské království (1000–1526)
- Uhersko v rámci Habsburské monarchie, Rakouského císařství a Rakouska-Uherska (1526–1918)
- První Maďarská republika (1918–1919)
- Maďarská republika rad (1919)
- Maďarské království (1920–1946)
- Druhá Maďarská republika (1946–1949)
- Maďarská lidová republika (1949–1989)
- Třetí Maďarská republika – Maďarská republika (1989–2011)